# Pandan Arang (Kandis)
Pandan Arang is een bestuurslaag in het regentschap Ogan Ilir van de provincie Zuid-Sumatra, Indonesië. Pandan Arang telt 506 inwoners (volkstelling 2010).